# Romanèche
Pour les articles homonymes, voir Romanèche (homonymie).
Romanèche ou Romanèche-la-Montagne est une ancienne commune française du département de l'Ain. En 1973, la commune fusionne avec Hautecourt pour former la commune de Hautecourt-Romanèche.

## Histoire
En 1973, la commune fusionne avec Hautecourt pour former Hautecourt-Romanèche. Elle devient une commune associée jusqu'au 1er août 1997, où la fusion association est transformée en fusion simple.

## Population et société

### Démographie
| 1793 | 1800 | 1806 | 1821 | 1831 | 1836 | 1841 | 1846 | 1851 |
| ---- | ---- | ---- | ---- | ---- | ---- | ---- | ---- | ---- |
| 507  | 491  | 506  | 514  | 496  | 406  | 470  | 492  | 477  |

| 1856 | 1861 | 1866 | 1872 | 1876 | 1881 | 1886 | 1891 | 1896 |
| ---- | ---- | ---- | ---- | ---- | ---- | ---- | ---- | ---- |
| 487  | 488  | 470  | 442  | 442  | 332  | 406  | 390  | 443  |

| 1901 | 1906 | 1911 | 1921 | 1926 | 1931 | 1936 | 1946 | 1954 |
| ---- | ---- | ---- | ---- | ---- | ---- | ---- | ---- | ---- |
| 481  | 469  | 434  | 334  | 319  | 323  | 297  | 236  | 219  |

| 1962 | 1968 | - | - | - | - | - | - | - |
| ---- | ---- | - | - | - | - | - | - | - |
| 212  | 178  | - | - | - | - | - | - | - |

## Culture et patrimoine

### Lieux et monuments
- Église Saint-Paul.
- Les anciennes sablières de Romanèche (ZNIEFF de type I)

### Personnalités liées à la commune
- Georges Salendre (Romanèche-la-Montagne 1890 - Lyon 1985), sculpteur.

## Pour approfondir